# Ceratogyrus sanderi
Ceratogyrus sanderi là một loài nhện trong họ Theraphosidae.
Loài này thuộc chi Ceratogyrus. Ceratogyrus sanderi được Embrik Strand miêu tả năm 1906.